# مارك غيليسبي (لاعب كريكت بريطاني)
مارك غيليسبي (26 أغسطس 1969 - )  (بالإنجليزية: Mark Gillespie)‏ هو لاعب كريكت بريطاني.